# Еврейско-итальянские диалекты
Еврейско-итальянские диалекты (итальки) — диалекты итальянского языка, на которых традиционно говорят итальянские евреи. В настоящее время несколько тысяч носителей еврейско-итальянского проживает в Италии (Рим, Ливорно) и на греческом острове Корфу. Число носителей — около 250 человек, из них 200 в Италии и 50 в Греции.

## Термин «еврейско-итальянский»
Термин «еврейско-итальянский» — научного происхождения и появился сравнительно недавно. На английском языке этот термин был впервые использован Лазаро Беллели в 1904 году, в его статье «Еврейско-Греческий и Еврейско-Итальянский» Еврейской энциклопедии (том 7, 310—313), описывающей языки евреев Корфу. По-итальянски Джузеппе Каммео писал о gergo giudaico-italiano («еврейско-итальянском жаргоне») в своей статье Studi dialettali (Vessillo Israelitico 57, 1909). Термин впервые появляется на стр. 169. В том же году Умберто Кассуто использовал термин giudeo-italiano в следующем высказывании:

На самом деле, в то время как о существование еврейско-немецкого диалекта всем известно, почти никто за пределами Альп не подозревает, что у итальянских евреев есть, или по крайней мере был, если не полноценный диалект, то как минимум ряд особенностей речи. Правда, на практике его значение ограничено — его ежедневно используют несколько тысяч человек; это почти ничто по сравнению с еврейско-немецким, на котором говорят миллионы людей, часто не знающих другого языка, и который имеет свою собственную литературу, свою журналистику, собственный театр, и, таким образом, является практически реальным языком… Это почти ничто, если хотите, даже по сравнению с другими еврейскими диалектами, например с еврейско-испанским, который более или менее используется в литературе; всё это верно, но с лингвистической точки зрения, еврейско-немецкий стоит на равных позициях с еврейско-итальянским, назовём его так, поскольку для лингвистики различные формы человеческой речи важны сами по себе, а не количеством носителей или художественными формами. Более того, существенным различием между еврейско-немецким и еврейско-итальянским, имеющим важное значение и с научной точки зрения, является то, что в то время как первый так сильно отличается от немецкого, что образует независимый диалект, то последний не имеет существенных отличий от итальянского языка или отдельных диалектов разных провинций Италии. Было естественно, что еврейско-итальянский жаргон исчезнет в короткое время.
Оригинальный текст (итал.)Infatti, mentre è universalmente nota l’esistenza di un dialetto giudeo-tedesco, quasi nessuno sospetta oltr’alpe che gli ebrei italiani abbiano pure, o almeno abbiano avuto, non dirò un loro dialetto, ma almeno una loro parlata con peculiari caratteri.  Certo, praticamente l’importanza di essa, limitata all’uso quotidiano di poche migliaia di persone, è pressoché nulla di fronte a quella del giudeo-tedesco, il quale è parlato da milioni di individui che bene spesso non conoscono altra lingua, ed ha una propria letteratura, un proprio giornalismo, un proprio teatro, sì da assumere quasi l’importanza di una vera e propria lingua a sé … è pressoché nulla, se si vuole, anche a paragone di altri dialetti giudaici, del giudeo-spagnuolo ad esempio, che sono più o meno usati letterariamente; è vero tutto questo, ma dal punto di vista linguistico tanto vale il giudeo-tedesco, quanto il giudeo-italiano, se così vogliamo chiamarlo, giacché di fronte alla scienza glottologica le varie forme del parlare umano hanno importanza di per sé e non per il numero di persone che le usano o per le forme d’arte in cui vengono adoperate. Piuttosto, una notevole differenza fra il giudeo-tedesco e il giudeo-italiano, che ha valore anche per il riguardo scientifico, è che, mentre quello è tanto diverso dalla lingua tedesca da costituire un dialetto a sé stante, questo invece non è essenzialmente una cosa diversa dalla lingua d’Italia, o dai singoli dialetti delle varie provincie d’Italia… era naturale che il gergo giudeo-italiano in breve volger di tempo sparisse…
— Умберто Кассуто, «Parlata ebraica». Vessillo Israelitico 57 (1909): 255-256

## Другие термины
- Исторически сложилось, что итальянские евреи называют свои наречия La’az (לעז), что на иврите означает «иностранный язык» (по сути, «не-еврейский язык»). Итальянский иудейский обряд иногда называют minhag ха-lo’azim, и лингвисты используют термин lo’ez для обозначения романских заимствований в идише. Это может быть связано с германским словом wälsch (буквально «чужой»), обозначающим романские народы и языки (как и «валлийский», «валлонский» и «валашский»): итальянские (и сефардские) свитки Торы известны под названием «Velsh» или «Veilish».
- В 1587 году Давид де Поми использовал слово «italiano» применительно к итальянским глоссам в своём трехъязычном словаре. В названии написанной на иврите в 1609 году венецианской Агады использовано слово «italiano», обозначающее язык, на который Леоне да Модена перевёл Агаду (u-fitrono bi-leshon iṭalyano ופתרונו בלשון איטליאנו).
- Другие исторические названия — «Latino» и «Volgare»; в средние века они оба часто обозначали итальянский язык в целом.
- Слово «ghettaiolo» часто обозначало местные диалекты итальянских евреев, после того как те были переселены в гетто.
- Ещё одно название — giudeesco (возможно, от еврейско-флорентийского iodiesco; <*IUDÆĬSCU[M], или от ассимиляции звуков /a’e/ * giudaesco; <*IUDAĬSCU[M]).
- Неологизм italkian был придуман в 1942 году Соломоном Бирнбаумом (см. список литературы); он создал это слово из прилагательного современного иврита ית-/אטלקי italki(t) «итальянский», происходящего от средневекового ивритского слова איטלקי (<ITALICU[M]), «итальянский», «римский».

## Диалекты
Еврейско-итальянские диалекты:
Вымершие
- еврейско-феррарский — использовался в Ферраре.
- еврейско-флорентийский — использовался во Флоренции.
- еврейско-мантуйский — использовался в Мантуе.
- еврейско-моденский — использовался в Модене.
- еврейско-пьемонтский — использовался в Пьемонте.
- еврейско-реджианский — использовался в Реджо-нель-Эмилия .
- еврейско-венецианский — использовался в Венеции.

Живые
- еврейско-римский — используют для общения некоторые евреи в Риме.
- баджитто — используют некоторые евреи Ливорно; содержит элементы еврейско-испанского и португальского.
- еврейско-итальянский диалект острова Корфу — составлен на основе сицилийского и венетского языков; используют некоторые евреи Корфу.

## Характеристика
Все эти диалекты примечательны сочетанием еврейских глаголов с итальянским спряжением (например, אכלר akhlare — «есть»; גנביר gannaviare — «красть»; דברר dabberare — «говорить», לכטיר lekhtire — «ходить»). Похожим способом образованы некоторые абстрактные существительные, такие как טובזה tovezza — «добро».
Также распространенными являются лексические заимствования из иврита (особенно повседневные слова), идиша и ладино.
Баджитто, диалект Ливорно, особенно богат заимствованиями из еврейско-испанского и еврейско-португальского.
Умберто Кассуто утверждал, что большинство еврейско-итальянских диалектов произошли от южных диалектов итальянского, так как после изгнания евреев из Неаполитанского королевства общее направление еврейской миграции в Италии сместилось к северу.
Некоторые учёные считают, что из еврейско-итальянских диалектов происходят некоторые слова в идише. Так, в еврейско-итальянском «синагога» звучит как scola, в отличие от «школы» (scuola). Слово «школа» использовалось для обозначения синагоги ещё в Римской империи. Разграничение этих двух слов в еврейско-итальянском находит отражение в идише, где shul/shil означает синагогу, а shule — школу. Другой пример — iente, происходящее от еврейско-итальянского yientile; то, в свою очередь, происходит от итальянского gentile («благородный»).